# 태종대중학교
태종대중학교(太宗臺中學校)는 대한민국 부산광역시 영도구 동삼동에 있는 공립 중학교이다.

## 학교 연혁
- 1974년 12월 21일 : 영도여자중학교 설립인가
- 1974년 12월 31일 : 초대 임순악지 교장 취임
- 1975년 3월 1일 : 부산 남여자중학교 임시교사에서 개교(12.14 현교사로 이전)
- 1975년 3월 5일 : 제1회 입학식 (1학년 9개 학급)
- 1978년 1월 13일 : 제1회 졸업 (534명)
- 2002년 3월 1일 : 태종대중학교로 교명 변경
- 2003년 4월 21일 : 강당 및 급식실 준공식(면적 1,570.95m2)
- 2012년 3월 2일 : 부산시교육청 영도동삼지구 공교육 만족 프로젝트 시범학교 운영
- 2013년 4월 30일 : 부산시교육청 그린스쿨 완공
- 2019년 3월 1일 : 부산다행복학교 지정(4년간)
- 2019년 11월 18일 : 첨단미래교실 섬솔마루 개관
- 2023년 3월 1일 : 제21대 천인혜 교장 취임
- 2024년 2월 7일 : 제47회 졸업식(졸업생 98명)
- 2024년 3월 4일 : 제50회 입학식(남 46명, 여 55명 총 101명)

## 참고 자료
- 태종대중학교 - 한국교육학술정보원 학교알리미